# 나부코

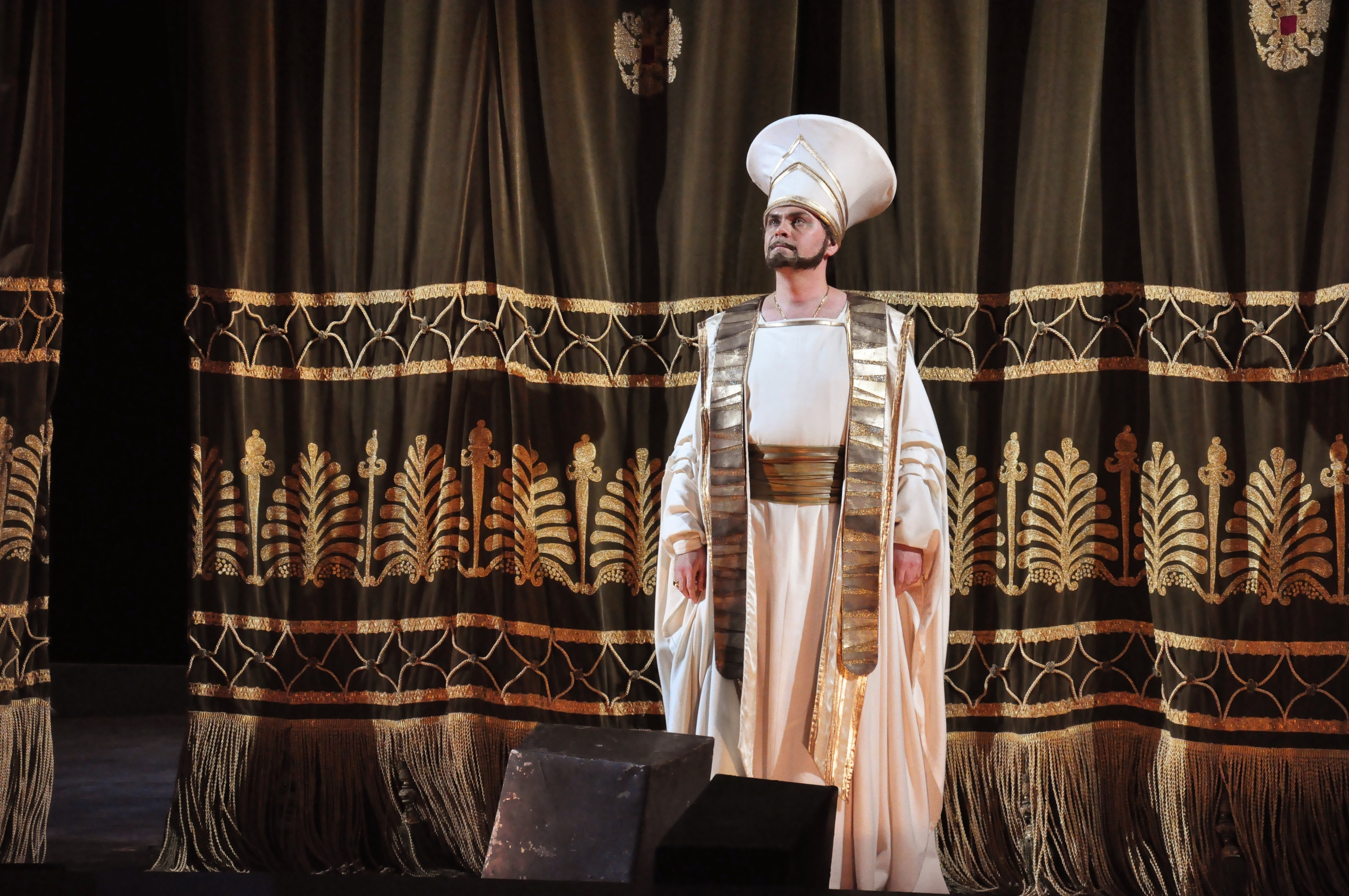

나부코(이탈리아어: Nabucco)는 주세페 베르디가 작곡한 4막의 오페라이다. 성경에 등장하는 바빌로니아 왕 네부카드네자르 2세(이탈리아어로는 '나부코도노소르')의 이야기와 오귀스트 아니세 부르주아와 프란시스 코르누의 연극 <나부코도노소르>와 안토니오 코르세티의 발레<나부코도노소르>가 원작이며 테미스토클레 솔레라가 이탈리아어 대본을 완성하였다. 1842년 3월 9일 밀라노의 라 스카라 극장에서 초연되었다. 이 오페라에서 가장 잘 알려진 곡은 '히브리 노예들의 합창'으로 알려져 있는 "금빛 날개를 타고 날아가라, 내 상념이여(Va, pensiero, sull'ali dorate)"이다.

## 등장인물
| Role                                    | Voice type   | Premiere Cast, 9 March 1842 (Conductor: - Eugenio Cavallini) |
| --------------------------------------- | ------------ | ------------------------------------------------------------ |
| 나부코(Nabucco), 바빌로니아의 왕        | 바리톤       | 조르지오 론코니                                              |
| 아비가일레(Abigaille), 나부코의 입양딸  | 소프라노     | 주세피나 스트레포니                                          |
| 페네나(Fenena), 나부코의 친딸           | 메조소프라노 | Giovannina Bellinzaghi                                       |
| 이즈마엘레(Ismaele), 예루살렘 왕의 조카 | 테너         | Corrado Miraglia                                             |
| 자카리아(Zaccaria), 예루살렘 대제사장   | 베이스       | Prosper Dérivis                                              |
| 안나(Anna), 자카리아의 누이             | 소프라노     | Teresa Ruggeri                                               |
| 아브달로(Abdallo), 바빌로니아 군인      | 테너         | Napoleone Marconi                                            |
| 바알의 대제사장                         | 베이스       | Gaetano Rossi                                                |

1막 솔로몬성전
바빌로니아의 왕 나부코가 예루살렘의 솔로몬 성전을 공격해 오자 히브리의 대제사장 자카리아는 ‘나부코의
딸(페네나)이 우리 손에 있으니 염려할 것 없다“며 백성들을 진정시킨다. 그러나, 히브리 왕의 조카인 이즈마엘레는 페네나 공주를 구해 줄 궁리를 하고 있다. 이즈마엘레가 바빌로니아의 포로가 되었을 때 공주가 그를 구해주면서 서로 사랑하는 사이가 된 것이다.
그때, 예루살렘 침공을 지휘한 나부코의 큰 딸 아비가일레가 나타난다. 이즈마엘레를 연모하던 아비가일레는
그에게 자신을 사랑한다면 백성을 살려주겠다고 말하지만 이즈마엘레는 단번에 거절한다.
자카리아가 페네나를 죽이려하자 이즈마엘레는 그녀를 구해준다.
병사들과 함께 성전에 도착한 나부코는 이스라엘의 신을 모욕하고 성전을 불태우라고 명령한다.
2막 바빌론 왕궁
나부코 노예 사이에 난 자신의 출생 비밀을 알게 된 아비가일레는 나부코가 자신이 아닌 페네나에게 왕위를
물려주려 한다는 것을 알고 분개한다. 페네나는 유대인 인질들을 풀어주려고 하는 것을 본 바빌론의 제사장은 아비가일레를 부추겨 나부코가 죽었다는 소문을 퍼트리고 페네나를 죽일 계획을 세운다.
페네나가 이스마엘레 대한 사랑으로 히브리교로 개종하겠다고 자신에게 율법을 가르치던 자카리아에게 결심을 알리자 페네나의 개종을 사람들에게 알린다. 이때 유대인 정벌에 나섰던 나부코가 돌아와 자신이 곧 신이니 자신을 숭배하라고 명하자 갑자기 번개가 떨어져 나부코가 정신을 잃는다. 이 틈을 타 아비가일레가 떨어진 왕관을 머리에 쓴다.
3막 바빌론왕궁 , 유프라테스 강가
왕좌에 오른 아비가일레는 이성을 잃은 나부코에게 유대인을 죽일 문서에 사인하라고 강요한다. 그 문서에
페네나가 포함되었다는 사실을 뒤늦게 안 나부코가 페네나를 살려달라고 애원하지만, 아비가일레는 자신의 출생에 대한 비밀 서류를 찢어버리며 나부코를 가둔다. 유대인들이 유프라테스 강가에서 노역에 시달리며 잃어버린 조국에 대한 그리움을 담은 합창인 "가라 내 마음이여 금빛 날개를 타고"를 노래한다. 한편 자카리아는 바빌론의 멸망과 자신들의 해방을 예언한다.
4막 바빌론 왕궁
악몽에서 깨어난 나부코는 페네나가 형장으로 끌려가는 모습을 보고 이성을 찾는다. 유대신에게 용서를 빌고,
다시 왕좌로 돌아와 페네나와 유대인들을 구하고 바빌론신의 신상을 파괴하라 명한다. 나부코는 위대한 유대신을 찬양하고 독약을 마신 아비가일레는 페네나에게 용서를 구하고 숨을 거둔다.

## 참고
1. ↑  나부코는 "네부카드네자르(Nabucodonosor)"를 이탈리어식으로 축약한 단어이다.

## 참조 문서
- 박종호, 불멸의 오페라, 2005, 시공사[쪽 번호 필요]